# Handralu, Arsikere
Handralu là một làng thuộc tehsil Arsikere, huyện Hassan, bang Karnataka, Ấn Độ.